# Université à Chypre
Liste des universités de Chypre:
- Université de Chypre
- Université européenne de Chypre
- Institut de technologie de Chypre
- Université de Nicosie
- Université Frederick
- Université ouverte de Chypre
- Université de Limassol
- Université américaine de Beyrouth – Mediterraneo
- UCLan Chypre
- Université Philips
- Université de Neapolis
- Université américaine de Chypre (AUCY)